# Подволошная (станция)
Подволо́шная — железнодорожная станция Свердловской железной дороги. Находится в Первоуральске, на 1765 км главного хода Транссиба.
Первоначально здесь был разъезд № 70. С проведением железнодорожного отвода на линию казанского направления к станции Капралово (теперь станция Ревда) разъезд перевели в разряд станции и наименовали по близ расположенной деревне Подволошной.
Имеются две низкие пассажирские платформы — одна боковая у 3-го станционного пути, ближайшего к зданию поста ЭЦ и билетным кассам, одна островная – между I и II (главными) путями. Платформы соединены переходным мостом. Деревянное здание вокзала снесено в 2010 году, на его месте установлен металлический служебный павильон для продажи билетов на электропоезда.
По состоянию на 2015 год на станции останавливаются 9 пар электропоездов из Екатеринбурга на Кузино, Шалю, Шамары.
К станции примыкают железнодорожные пути Первоуральского динасового завода, Первоуральского завода сантехизделий, ООО «Вторчермет», а также базы ПМС-15. Существовавшая ранее ветка до промышленной станции Заводская в Ревде в настоящее время разобрана, сохранившееся примыкание небольшого её отрезка (протяжённостью менее 1 км) используется в качестве станционного вытяжного тупика.

## Галерея
|  |  |